# Trhovište
Trhovište (Hongaars: Vásárhely) is een Slowaakse gemeente in de regio Košice, en maakt deel uit van het district Michalovce.
Trhovište telt 1.935 inwoners.